# Jeorjos Papachristu
Jeorjos Papachristu (gr. Γεώργιος Παπαχρηστου; ur. w 1883, zm. w XX wieku) – grecki przeciągacz liny i lekkoatleta, srebrny medalista Olimpiady Letniej 1906.
Na olimpiadzie letniej w 1906 r. w Atenach uczestniczył w drużynowych zawodach przeciągania liny, w których jako członek drużyny Omas Helliniki P. S. zdobył srebrny medal. W pierwszej rundzie Grecy wygrali ze Szwedami, a w finale ulegli reprezentantom Niemiec. W lekkoatletyce uczestniczył w rzucie dyskiem i rzucie głazem, jednak jego wyniki są nieznane (medalu nie zdobył).